# Neutron (jeu)
 (juillet 2022).
Si vous disposez d'ouvrages ou d'articles de référence ou si vous connaissez des sites web de qualité traitant du thème abordé ici, merci de compléter l'article en donnant les références utiles à sa vérifiabilité et en les liant à la section « Notes et références ».
Pour les articles homonymes, voir Neutron (homonymie).

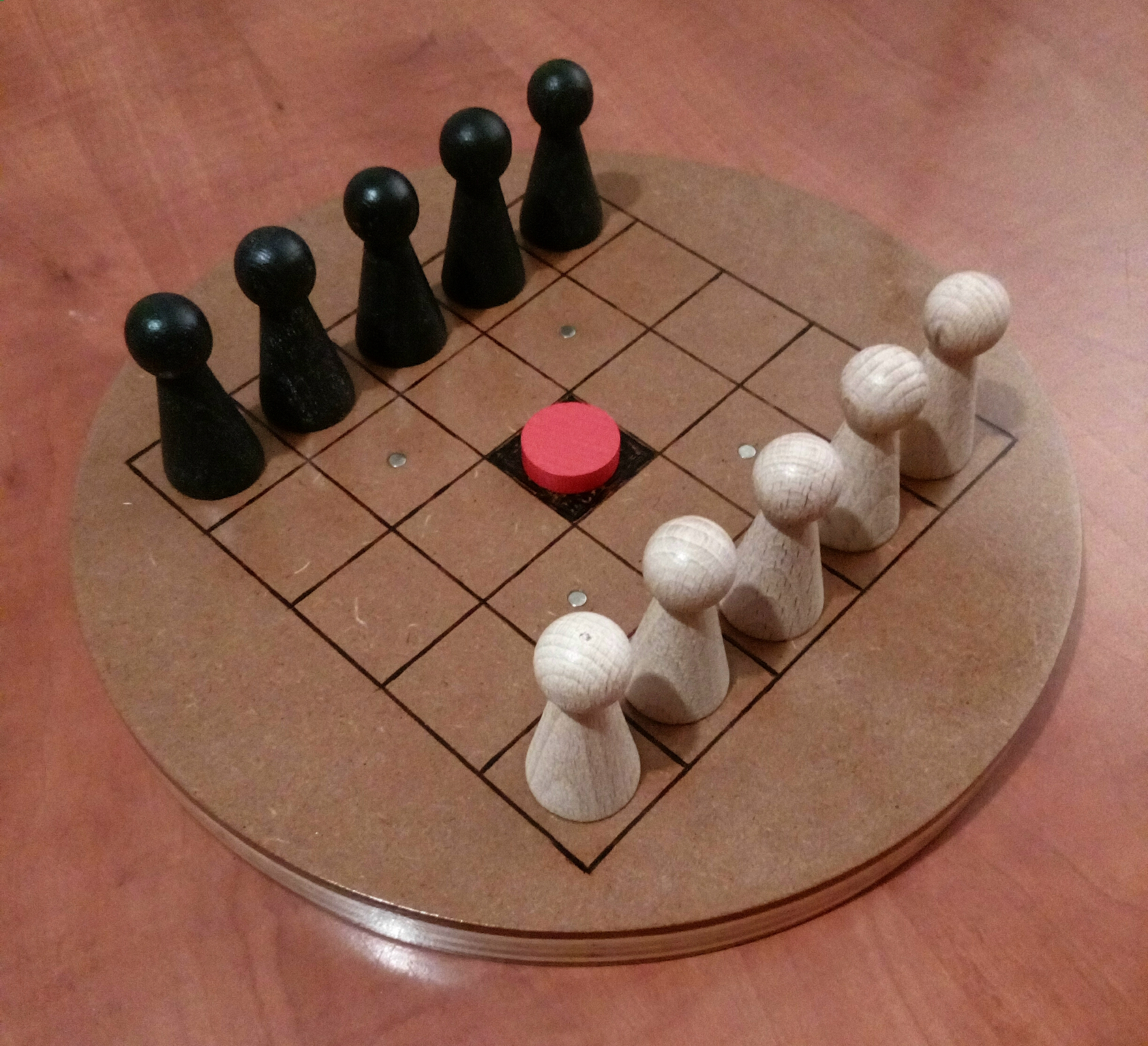

Neutron est un jeu de stratégie combinatoire abstrait créé par Robert A. Kraus en 1978 . Pour 2 joueurs dans la catégorie jeux faciles.

## Règle du jeu

### But du jeu
Amener le neutron dans son propre camp. (mais voir ci-dessous : Fin de partie et vainqueur)

### Matériel
- 1 tablier de 5×5 cases
- 10 électrons
  - 5 pions rouges ou foncés
  - 5 pions bleus ou clairs
- 1 neutron
  - 1 pion vert ou neutre

### Mise en place
Les joueurs se font face. Au départ, chaque joueur dispose ses 5 pions sur la première rangée face à lui. Le pion neutre, appelé neutron, est placé dans la case centrale.

### Déroulement
Tous les pions se déplacent dans l'une des huit directions diagonales ou orthogonales, aussi loin que possible jusqu'à ce qu'ils rencontrent un obstacle : le bord du tablier ou un autre pion.
Le joueur qui commence la partie ne déplace pas le neutron au premier tour. Il déplace simplement une de ses pièces.
Puis, à tour de rôle, les joueurs doivent :
- d'abord, déplacer le neutron,
- puis, déplacer un de leurs pions.

Dans cet exemple, le neutron peut accéder à l'une des cinq cases indiquées par les flèches. Il ne peut pas sauter le pion blanc pour accéder à la case marquée « a ».
Si Blanc décide de jouer son pion situé dans la case de droite, il peut l'amener sur l'une des deux cases marquées d'une flèche.

### Fin de partie et vainqueur
Il existe quatre façons de gagner :
- amener le neutron dans son propre camp, c’est-à-dire sur sa propre ligne de départ ;
- forcer l'adversaire à amener lui-même le neutron sur la ligne de départ adverse ;
- placer l'adversaire dans une situation où il ne peut pas déplacer le neutron ou un de ses pions (gagner à "l'étouffée") ;
- que toutes les cases de l'adversaire soient occupées par cinq de ses pions ou par quatre de ses pions et le neutron.

Partie à 5 points :
- 1 point pour A
- 2 points pour B, C et D

Si c'est à blanc de jouer, il gagne la partie.